# Nowy Barcik
Nowy Barcik – wieś sołecka w Polsce położona w województwie mazowieckim, w powiecie gostynińskim, w gminie Sanniki.
W latach 1975–1998 miejscowość należała administracyjnie do województwa płockiego.